# Distretto di Szécsény
Il distretto di Szécsény (in ungherese Szécsényi járás) è un distretto dell'Ungheria, situato nella provincia di Nógrád.